# Paul Deistler
Paul Deistler (ur. 1904, zm. ?) – zbrodniarz hitlerowski, członek załogi niemieckiego obozu koncentracyjnego Mauthausen-Gusen i SS-Rottenführer.
Członek NSDAP i SS. Od 12 stycznia 1944 do 5 maja pełnił służbę jako strażnik w Ebensee, podobozie KL Mauthausen. Za znęcanie się nad więźniami pracującymi w obozowych kamieniołomach został skazany w procesie załogi Mauthausen-Gusen (US vs. Hans Joachim Geiger i inni) na 3 lata pozbawienia wolności.